# Heinz Hermann
Heinz Hermann (Sankt Niklaus, 14 de dezembro de 1957), é um ex-treinador e ex-futebolista suíço que atuava como meia.

## Carreira
Em 1 de julho de 1977 Heinz Hermann se transferiu do Seefeld Zürich para o Grasshopper, onde se tornou campeão da Swiss Super League por quatro vezes e campeão da Copa uma vez. No final da temporada 1984/1985 ele mudou para o Neuchâtel Xamax, e mais tarde jogou pelo Servette e Aarau. Entre 1984 e 1988 ele foi premiado com o Futebolista Suíço do Ano cinco vezes seguidamente.
Com 118 partidas e 15 gols pela Seleção, entre 1978 e 1991. Hermann é o jogador recordista nacional à frente de Alain Geiger e Stéphane Chapuisat. A primeira partida de Hermann pela seleção veio em setembro de 1978, com a vitória de 2 a 0 contra os Estados Unidos. Em novembro de 1991 ele encerrou sua carreira pela seleção depois em uma derrota de 1 a 0 para a Romênia.
Seus clubes como treinador incluem SR Delémont (gerente), SV Waldhof Mannheim (assistente técnico) e Basel, onde ele tinha uma série de funções, mais recentemente, como treinador do time Sub-17. Por fim, esteve no comando do FC Vaduz, em Liechtenstein.

## Títulos

### Clube
Grasshopper
- Swiss Super League – 1978, 1982, 1983 e 1985
- Copa da Suíça – 1983

Neuchâtel Xamax
- Swiss Super League – 1987 e 1988
- Copa da Suíça – 1985 e 1990

Aarau
- Swiss Super League – 1993

### Individual
- Futebolista Suíço do Ano – 1983-84, 1984–85, 1985–86, 1986-87 e 1987-88